# Lachowszczyzna (obwód witebski)
Lachowszczyzna (biał. Ляхаўшчына, Lachauszczyna; ros. Ляховщина, Lachowszczina) – wieś na Białorusi, w obwodzie witebskim, w rejonie postawskim. Wchodzi w skład sielsowietu Wołki.
Wieś leży nad jeziorem Rudzica. Przez miejscowość przebiega linia kolejowa z Woropajewa do Głębokiego, na której znajduje się przystanek kolejowy Lachowszczyzna.

## Historia
Miejscowość została opisana w Słowniku geograficznym Królestwa Polskiego. Z opisu wynika, że w 1884 roku wieś prywatna Lachowszczyzna leżała nad jeziorem Rudzica w powiecie dziśnieńskim guberni wileńskiej Imperium Rosyjskiego. Wieś leżała 64 wiorsty od Dzisny. W 1866 roku we wsi znajdował się 1 dom i mieszkało 11 mieszkańców katolików.
W okresie międzywojennym ówczesny folwark Lachowszczyzna leżał w granicach II Rzeczypospolitej w gminie wiejskiej Kozłowszczyzna, w powiecie postawskim, w województwie wileńskim.
Według Powszechnego Spisu Ludności z 1921 roku zamieszkiwało tu 28 osób, 9 było wyznania rzymskokatolickiego, 19 prawosławnego. Jednocześnie 9 mieszkańców zadeklarowało polską przynależność narodową a 19 białoruska. Były tu 3 budynki mieszkalne. W 1931 w 3 domach zamieszkiwało 37 osób.
Miejscowość należała do parafii rzymskokatolickiej w Duniłowiczach i prawosławnej w Osinogródku. Podlegała pod Sąd Grodzki w Duniłowiczach i Okręgowy w Wilnie; właściwy urząd pocztowy mieścił się w Kozłowszczyźnie.
W 1938 roku miejscowość należała do gromady Żuperki gminy Kozłowszczyzna.
Po agresji ZSRR na Polskę w 1939 roku wieś znalazła się w granicach BSRR. W latach 1941–1944 była pod okupacją niemiecką. Następnie leżała w BSRR. Od 1991 roku w Republice Białorusi.
Urodził się tutaj Zbigniew Siemaszko, historyk, pisarz i publicysta emigracyjny.

## Parafia rzymskokatolicka
Miejscowość należy do parafii w Woropajewie. Na początku XXI wieku istniała parafia św. Józefa Oblubieńca Najświętszej Maryi Panny i św. Jakuba Apostoła w Lachowszczyźnie. Leżała w dekanacie postawskim diecezji witebskiej.